# アントニオ・ロペス・シエラ
アントニオ・ロペス・シエラ（Antonio López Sierra、1913年－1986年）はスペインの死刑執行人である。1回60ペセタの報酬で死刑を執行していた。
1913年にバダホスで生まれる。その後、スペイン内戦で兵士として戦った。1949年から1975年まで死刑執行人を務めた。1986年、マドリードで死亡した。
彼は映画「サルバドールの朝」で有名になった実在の人物であるサルバドール・プッチ・アンティックの死刑をバルセロナにあるモデロ刑務所で1974年3月2日午前9時40分に執行した執行人である。この時の死刑の方法はスペイン式の絞首刑である鉄環絞首刑(ガローテ)と呼ばれる残酷な方法で執行された。その様子は映画「サルバドールの朝」の中でも詳細に再現されている。
同じ1974年3月2日には、タラゴナの刑務所でETAのメンバーのドイツ人であるハインツ・チェス(w:es:Heinz Ches)にも死刑（鉄環絞首刑）が執行されている。この日の2人に対する死刑執行がスペインでの鉄環絞首刑による最後の死刑執行となった。

## 執行歴
- Ramón Oliva Márquez（マドリード、1952年3月17日）
- Vicente Ortega Miguel（マドリード、1952年6月14日）
- Marcial Martínez Marrón（マドリード、1952年6月14日）
- Florentino Lluva Macho（グアダラハラ、1952年6月18日）
- Teresa Gómez Rubio（バレンシア、1954年2月16日）
- Carlos Soto Gutiérrez （カステリョン県、1955年1月19日）
- Esteban Guillén González (バレンシア、1955年3月23日)
- Jesús Silva Partido (バダホス、1955年6月18日)
- Julio López Guixot (アリカンテ、1958年7月22日)
- Antonio Campos Tejón (マドリード、1958年12月27日)
- Pilar Prades Expósito「バレンシアからの毒殺者」(バレンシア、1959年5月11日)
- José María Manuel(マドリード、フリオ1959年7月4日)
- Antonio Abad Donoso (マドリード、1960年3月8日)
- Francisco Granados Gata y Joaquín Delgado Martínez (マドリード、1963年8月17日)
- Antonio Rafael Gil Guirado (バレンシア、1966年5月28日)
- Jesús García Romero (マドリード、1966年12月3日)
- サルバドール・プッチ・アンティック(バルセロナ、1974年3月2日)